# Пољијана (Варезе)
Пољијана је насеље у Италији у округу Варезе, региону Ломбардија.
Према процени из 2011. у насељу је живело 126 становника. Насеље се налази на надморској висини од 487 м.